# Johann Andreas Matthias
Johann Andreas Matthias (* 9. April 1761 in Magdeburg; † 25. Mai 1837 ebenda) war ein deutscher Theologe, Lehrer, Schuldirektor und Konsistorialrat.

## Leben
Johann Andreas Matthias wurde als Sohn eines Tuchmachers geboren. Er besuchte anfangs die Magdeburger Domschule und begann anschließend, auf Wunsch seines Vaters, eine Lehre zum Kaufmann, die er wieder aufgab. Er setzte seine Schulbildung am Pädagogium des Magdeburger Kloster Unser Lieben Frauen fort und bestand 1780 die Reifeprüfung.
Von 1780 bis 1783 studierte er in Halle evangelische Theologie und war darauf von 1783 bis 1792 als Lehrer am Pädagogium des Klosters Unser Lieben Frauen in Magdeburg tätig. 1792 wechselte er in gleicher Funktion an die Magdeburger Domschule und übernahm zugleich die Leitung des mit der Schule verbundenen Schullehrer-Seminars (bis 1823) sowie die Dombibliothek, die er bis 1806 führte.
1814 wurde er als Nachfolger von Gottfried Benedict Funk zum Rektor der Domschule (ab 1822 Domgymnasium, später Königliches Domgymnasium zu Magdeburg) ernannt und übte dieses Amt bis 1837 aus. Er verfasste Lehrbücher der Mathematik, die mehrfach aufgelegt wurden.
1816 avancierte er zum Konsistorial- und Schulrat und war als solcher auch Mitglied des Konsistoriums und des Schulkollegiums der Provinz Sachsen. Ihm wurde als Technischer Rat für das Höhere Unterrichtswesen die Leitung der Abiturientenprüfungen an den Gymnasien der Provinz übertragen.
Johann Andreas Matthias war auch aktiv an der durch August Wilhelm Francke 1819 initiierten Reform des Schulwesen der Stadt Magdeburg beteiligt.
Ihm folgte Karl Funk als Direktor des Domgymnasiums.

## Ehrungen
1825 wurde er zum Ehrenbürger der Stadt Magdeburg ernannt und 1830 erhielt er für seine Verdienste um das Schulwesen von der theologischen Fakultät der Universität Jena den Titel eines Doktor der Theologie verliehen.

## Schriften
- Auszug aus Robert Simson's Lateinischer und Englischer Übersetzung der ersten sechs Bücher und des eilften und zwölften Buches der Elemente des Euklides, enthaltend die von ihm getroffenen Abänderungen und eingeschalteten Sätze, nebst den geometrischen und eritischen Noten, als ein Anhang zu der Lorenzischen deutschen Übersetzung sämtlicher Elemente, herausgegeben von Johann Andreas Matthias. Magdeburg, 1799.
- Anleitung zur Erfindung und Ausführung elementargeometrischer Beweise und Auflösungen: Planimetrie. Magdeburg, 1811.
- Leitfaden für einen heuristischen Schulunterricht über die allgemeine Gröszenlehre, Elementargeometrie, ebene Trigonometrie, gemeine Algebra und die Apollonischen Regelschnitte. Magdeburg: Wilhelm Heinrichshofen, 1813.
- Erläuterungen zu dem Leitfaden für einen heuristischen Schulunterricht. Die Elemente der Allgemeinen Größenlehre. Magdeburg: Heinrichshofen, 1814.
- Die Elemente der ebenen Trigonometrie; der gemeinen Algebra. – Die Apollonischen Kegelschnitte. Magdeburg: Heinrichshofen, 1815.
- Erläuterungen zu dem Leitfaden für einen heuristischen Schulunterricht über die allgemeine Größenlehre, Elementargeometrie, ebene Trigonometrie, gemeine Algebra und die Apollonischen Kegelschnitte. Zweite Abtheilung Die Elemente der Geometrie. Magdeburg Heinrichshofen 1815.
- Leitfaden für einen heuristischen Schulunterricht über die allgemeine Größenlehre, Elementargeometrie, ebene Trigonometrie, gemeine Algebra und die Apollonischen Kegelschnitte. Magdeburg: Heinrichshofen, 1822.
- Versuch einer heuristischen Entwickelung der Grundlehren der reinen Mathematik: zum Gebrauche bey dem Unterrichte auf gelehrten Schulen ausgearbeitet. Leipzig : Schwickert, 1823.
- Gedanken über die Grenzen des Gymnasial-Unterrichtes und über den auf denselben vorbereitenden Unterricht. Aus der Serie: Schulprogramme Magdeburg; Domgymnasium. 1824.
- Pädagogische und literarische Mittheilungen Nr. 2. Magdeburg: Heinrichshofen, 1825.
- Leitfaden für einen heuristischen Schulunterricht über die allgemeine Größenlehre, Elementargeometrie, ebene Trigonometrie, gemeine Algebra und die Apollonischen Kegelschnitte Erläuterungen, 14 Zusätze zu den Erläuterungen 1-3. und Erläuterungen zu den Abänderungen und Vermehrungen der 4. Ausg. des Leitfadens. Magdeburg Heinrichshofen 1828.
- Erläuterungen zu dem Leitfaden für einen heuristischen Schulunterricht über die allgemeine Größenlehre, Elementargeometrie, ebene Trigonometrie, gemeine Algebra und die Apollonischen Kegelschnitte Abteilung 4. Magdeburg Heinrichshofen 1828.
- Leitfaden für einen heuristischen Schulunterricht über die allgemeine Grössenlehre und die gemeine Algebra, die Elementargeometrie, ebene Trigonometrie und die Apollonischen Kegelschnitte; Mit 7 lith. Tafeln. Magdeburg Heinrichshofen 1830.
- Pädagogische und literarische Mitteilungen, nebst Nachrichten über das Domgymnasium zu Magdeburg. Nr. 8. Magdeburg, W. Heinrichshofen, 1832.
- Worte des Glaubens, der Liebe und der Hoffnung: vor seinen theuern Schülern auf dem Domgymnasium zu Magdeburg gesprochen. Magdeburg: Heinrichshofen, 1834.
- Pädagogische und literarische Mittheilungen, nebst Nachrichten über das Domgymnasium zu Magdeburg Nr. 11. Magdeburg: bei Wilhelm Heinrichshofen, 1836.
- Probe der Bearbeitung einer neuen Ausgabe von Matthias Leitfaden für einen heuristischen Schulunterricht in der Elementar-Mathematik. Magdeburg: Heinrichshofen, 1840.
- Leitfaden für einen heuristischen Schulunterricht über die allgemeine Arithmetik und die gemeine Algebra, die Elementargeometrie, ebene Trigonometrie und Apollonischen Kegelschnitte. Magdeburg: Heinrichshofen, 1845.